# Kasten bei Böheimkirchen
Kasten bei Böheimkirchen là một thị xã thuộc huyện St. Pölten-Land trong bang Niederösterreich.